# Hoendergans
De hoendergans (Cereopsis novaehollandiae) is de enige soort van de tot de eendachtigen (Anatidae) behorende geslachtengroep van de hoenderganzen (Cereopsini).

## Kenmerken
De plomp gebouwde dieren hebben een lichtgrijs met zwarte vlekken bezaaid verendek met zwarte vleugeluiteinden, zwart met roze poten, rode ogen en een korte, zwarte, naar beneden gebogen snavel met een opvallend groengeel gekleurde washuid overtrokken. Aan dit laatste heeft het dier ook zijn geslachtsnaam te danken, want Cere stamt van het Latijn voor “was” en opsis komt van het Oudgrieks voor “-achtig”. De soortnaam novaehollandiae is een Modern-Latijnse samenstelling uit “nieuw” en “Holland”, een historische naam voor Australië. Hoenderganzen zijn ongeveer 75-100 cm lang en daarmee ongeveer zo groot als een tamme gans. De vleugelwijdte bedraagt 150-190 cm. De ganzen (♀) en genten (♂) verschillen behalve in grootte uiterlijk nauwelijks van elkaar. Genten zijn een fractie groter en zwaarder. Genten wegen ca. 5 kg en de ganzen 3 kg.

### Soortverwantschap
De verwantschap van hoenderganzen met andere soorten is obscuur (Sraml et al. 1996). De soort hoort hetzij thuis in de subfamilie van echte ganzen en zwanen (Anserinae), binnen de subfamilie van de halfganzen (Tadorninae) als de separate geslachtengroep Cereopsini, of geheel los van beide subfamilies als de subfamilie Cereopsinae. In het laatste geval zou binnen deze separate subfamilie wellicht ook de in de prehistorie reeds uitgestorven loopvogelsoorten van het geslacht Cnemiornis thuishoren. De aanvankelijke vondsten van botmateriaal van deze Nieuw-Zeelandse ganzen vertoonde namelijk zoveel overeenkomsten met die van de hoendergans dat de dieren werden geclassificeerd als “Nieuw-Zeelandse hoenderganzen” (Cereopsis" novaezeelandiae).

## Verspreiding en leefgebied
Hoenderganzen zijn territoriaal ingesteld en komen uitsluitend in Australië voor en in het bijzonder op tussen het vasteland en Tasmanië gelegen onbewoonde eilanden. 's Zomers komen ze incidenteel naar het vasteland op zoek naar voedsel.
De soort telt twee ondersoorten:
- C. n. novaehollandiae: zuidelijk Australië en Tasmanië.
- C. n. grisea: Recherche-archipel in zuidwestelijk Australië.

De biotoop van de dieren zijn aan zout of brak water gelegen moerassen, waaraan ze goed aangepast zijn, aangezien ze zout water kunnen drinken. Niettemin mijden de dieren het water en leven ze gewoonlijk uitsluitend op het land. Zwemmen doen ze dan ook zelden. Buiten het broedseizoen leven de dieren in groepsverband, maar als ze broeden dwalen ze verder uiteen, losse groepen vormend. De ganzen kunnen een laag geluid voortbrengen dat veel weg heeft van varkensgeknor.

### Voeding
Hoenderganzen voeden zich in hoofdzaak met gras en het fijne graszaad dat erin voorkomt. De dieren grazen gewoonlijk 's ochtends en 's avonds. Gedurende de heetste uren van de middag en 's nachts rusten of slapen ze.

## Voortplanting

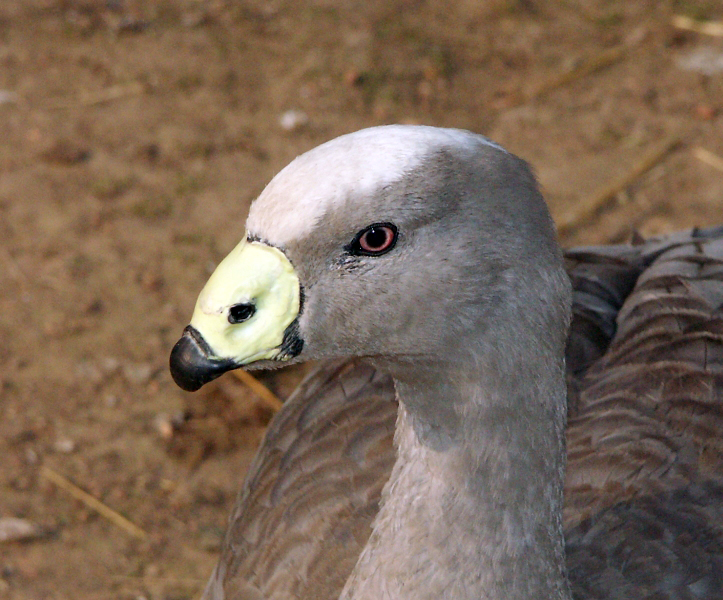
Detail van de kop

Een gans en een gent vormen een paartje dat samenblijft voor de duur van het broedseizoen dat in het begin van de herfst valt.
In tegenstelling tot de echte ganzen helpt de gent bij het bouwen van het nest, hij broedt echter niet. Het nest wordt op de grond gebouwd van grashalmen en met donsveren bekleed. Het wordt veel zorgvuldiger geconstrueerd dan door welke andere ganzensoort ook en wordt met veel kabaal beschermd tegen rivaliserende broedparen. Daarbij tonen ze allerlei dreighoudingen, bijten en slaan met de knobbelige vleugelbocht.
De gans (het vrouwtje) legt tussen de vier en zeven crèmekleurige eieren. Na ongeveer een maand komen de kuikens uit het ei. Aan het begin van de lente vliegen ze gewoonlijk uit.
Het dier gedijt goed in gevangenschap. De dieren planten zichzelf dan gemakkelijk voort indien ze over een ruim buitenverblijf beschikken.

## Bescherming
De hoendergans is een beschermde diersoort. Rond 1960 vreesde men nog voor uitsterven van de soort, maar door de bescherming van de vogels sindsdien - in hoofdzaak een jachtverbod – kon dit afgewend worden. De IUCN schat de totale populatie op tussen de 16.000 en 18.000 vogels en classificeert de soort op grond daarvan als niet bedreigd.